# آرنور گوجیونسن
آرنور گوجیونسن (انگلیسی: Arnór Guðjohnsen؛ زادهٔ ۳۰ ژوئیهٔ ۱۹۶۱) بازیکن فوتبال بازنشسته اهل ایسلند است.
از باشگاه‌هایی که در آن بازی کرده‌است می‌توان به باشگاه فوتبال بوردو، باشگاه ورزشی اوربرو، باشگاه فوتبال هکن، باشگاه فوتبال لوکرن اوست والاندرن، و باشگاه فوتبال اندرلشت اشاره کرد.
وی همچنین در تیم‌های ملی فوتبال زیر ۱۹ سال ایسلند، زیر ۲۱ سال ایسلند، و ایسلند بازی کرده‌است.